# Grevillea rudis
Grevillea rudis är en tvåhjärtbladig växtart som beskrevs av Meissn.. Grevillea rudis ingår i släktet Grevillea och familjen Proteaceae. Inga underarter finns listade i Catalogue of Life.